# Le Lude
Le Lude es una comuna nueva francesa situada en el departamento de Sarthe, de la región de Países del Loira.

## Historia
Fue creada el 1 de enero de 2018, en aplicación de una resolución del prefecto de Sarthe de 15 de noviembre de 2017 con la unión de las comunas de Dissé-sous-le-Lude y Le Lude, pasando a estar el ayuntamiento en la antigua comuna de Le Lude.

## Demografía
| Gráfica de evolución demográfica de Le Lude entre 1800 y 2015 |
|                                                               |

Los datos entre 1800 y 2015 son el resultado de sumar los parciales de las dos comunas que forman la nueva comuna de Le Lude, cuyos datos se han cogido de 1800 a 1999, de las comunas de Dissé-sous-le-Lude y Le Lude de la página francesa EHESS/Cassini. Los demás datos se han cogido de la página del INSEE.

## Composición
| Comuna delegada    | Código INSEE | Población (2015) | Superficie (km²) | Densidad (hab./km²) |
| ------------------ | ------------ | ---------------- | ---------------- | ------------------- |
| Dissé-sous-le-Lude | 72177        | 552              | 22.37            | 25                  |
| Le Lude            | 72176        | 3876             | 45.99            | 84                  |